# Пренос Часне ризе Господа Исуса Христа
Часна риза Господња је одећа у којој је страдао Исус Христос.
За време страдања Господа Исуса Христа, у одреду римске војске у Јерусалиму, налазио се и један Грузин, Елиоз из града Мцхета.
Мајка његова верова у Христа, и саветова му на испраћају у Палестину да не ради ништа п. н. е.. Чудом Божијим осетила је страдања Христова на крсту и истог тренутка умрла.

## Историјат
Елиоз се са осталим војницима налазио испод крста и бацао коцку за Ризу Христову.
Риза припаде њему, он је донесе у Мцхет и поклони својој сестри Сидонији. Чувши да јој је брат учествовао у распећу Христовом, истог тренутка падне мртва, држећи чврсто хитон Христов и би сахрањена с њим.
Касније, из њеног гроба никне кедар точећи целебно миро. Временом кедар падне и место се заборави, а Св. Нина (просветитељка Грузије) уз помоћ чуда, огњеног стуба, пронађе то место.
Цар Миријан подигне на том месту Цркву посвећену Св. Апостолима, а цар Аббас (1619-1633) узме ту ризу 1625. год и пошаље у Москву кнезу Михаилу Феодоровичу (1613-1645) и патријарху Филарету (1619-1633) Кнез Михаило нареди да се та риза, у Крстопоклону недељу, после одслуженог свеноћног бдења, положи на болеснике, као што је у старини благочестива царица Јелена положила на мртваца крст Христов који га васкрсе, ради сведочења о истинитости његовој.
Тако се и сада сви уверише у истинитост Ризе Господње, јер сви болесници који су били положени на њу, у исти мах добише оздрављење.
Потом се Риза Господња свечано постави у великој саборној цркви Успења Пресвете Богородице у Москви, на западној страни у десном углу, где је постављено и нарочито украшено место изображења живописног гроба Христовог.

## Празновање
Она се и данас тамо налази и дарује исцељење свакоме ко јој са вером приступа.
Празновање полагања Часне Ризе Господње је 10.јула по јулијанском и 23.јула по грегоријанском календару.